# Xylopia amplexicaulis
Xylopia amplexicaulis este o specie de plante angiosperme din genul Xylopia, familia Annonaceae. A fost descrisă pentru prima dată de Jean-Baptiste de Lamarck, și a primit numele actual de la Henri Ernest Baillon. A fost clasificată de IUCN ca specie pe cale de dispariție (stare critică). Conform Catalogue of Life specia Xylopia amplexicaulis nu are subspecii cunoscute.